# Abigail Morgan
Abigail Louise Morgan (Cardiff, Gales, 1968), conocida como Abi Morgan es una dramaturga y guionista británica conocida por sus trabajos para televisión, como Sex Traffic y The Hour, y las películas Brick Lane, The Iron Lady, Shame y Suffragette.

## Primeros años
Morgan nació en Cardiff, Gales. Es hija de la actriz Pat England y el director de teatro Gareth Morgan, quién era director del teatro Gulbenkian en Newcastle upon Tyne. Sus padres se divorciaron cuándo ella era una adolescente y pasó su niñez mudándose alrededor del país mientras su madre actuaba en teatro; En 2010 dijo al The Scotsman que había asistido a siete escuelas diferentes desde su niñez. Su hermana es recaudadora de fondos en el teatro Unicorn de Londres.
Después de su ambición inicial de convertirse en actriz, decidió ser escritora mientras leía drama y literatura en la Universidad Exeter. Entonces tomó un curso de escritura en la Central School of Speech and Drama en Londres.

## Carrera

### Teatro
Habiendo prometido no mostrar cualquiera de sus escritos "a nadie por cinco años", su primer crédito como profesional fue en 1998 con Skinned en el Teatro Nuffield, Southampton. Ha escrito obras para los teatros Royal Exchange Studio, Mánchester, el Real Lyceum, el Traverse, Edimburgo, el National Theatre of Scotland, y el Royal Court, Londres. Su obra del 2001 Tender para el teatro Hampstead  le valió una nominación a "el dramaturgo más prometedor" en el 2002 en los premios Laurence Olivier Theatre.

### Televisión
Morgan obtuvo su primer crédito en televisión en 1998 con la serie dramática Peak Practice, siguiendo con My Fragile Heart (2000) y el drama Murder para la BBC2 en 2002, protagonizado por Julie Walters.
Fue designada para escribir el drama Sex and Traffic para Canal 4 en 2004, este era sobre una adolescente comerciada desde los Balcanes a Gran Bretaña. Esta obra, dirigida por David Yates, ganó el premio BAFTA 2015 a mejor serie dramática. Desde entonces ha escrito un gran número de series para televisión incluyendo Tsunami: The Aftermath (2006), White Girl, parte de White (2008) y Royal Wedding (2010), la cual sigue la Boda Real de 1981 a través de la perspectiva de los acontecimientos ocurridos en un pequeño pueblo minero galés.

#### The Hour
La primera serie dramática conitnua de Morgan fue The Hour (2011), ambientada en una sala de redacción de la BBC durante la Crisis de Suez en 1956. Fue encargada una segunda serie, pero fue cancelada por su bajo índice de audiencia. En 2013, ganó el Primetime Emmy al mejor guion - Miniserie, telefilme o especial dramático por The Hour, habiendo sido también nominada en 2012.

### Películas
Morgan también ha escrito para cine: su adaptación en 2007 de la novela Brick Lane de Monica Ali fue aclamada por la crítica, pero creó controversia – algún Brick Lane Bengalis etiquetó a la película como "difamatoria" y una representación planeada de su película real fue cancelada. Su próxima película fue La Dama de Hierro , la cual protagonizó Meryl Streep como Margaret Thatcher, seguida por una producción de bajo presupuesto, Vergüenza, coescrita con Steve McQueen. Su trabajo en La Dama de Hierro le ganó una nominación al BAFTA a mejor guion original, mientras su trabajo en Vergüenza le ganó una nominación al BAFTA a la mejor película británica. Ha dicho que siempre pone una línea de su última película en la próxima.

## Vida personal
Morgan vive al norte de Londres con su marido, el actor Jacob Krichefski, y sus dos hijos, Jesse y Mabel.

## Trabajos destacados

### Obras
- Skinned (1997)
- Sleeping Around (1998)
- Fast Food (1999)
- Splendour (2000)
- Tiny Dynamite (2001)
- Tender (2001)
- Monster Mum (2005)
- Fugee (2008)
- Chain Play
- The Night is Darkest Before the Dawn (2009)
- Lovesong (2011)
- 27 (2011)
- The Mistress Contract (2014)

### Guiones de cine
- Brick Lane (2007)
- La Dama de Hierro (2011)
- Vergüenza (2011)
- La Mujer Invisible (2013)
- Suffragette (2015)

### Guiones para televisión
- Mi Fragile Heart (2000)
- Murder (2002)
- Sex Traffic (2004)
- Tsunami: The Aftermath (2006)
- White Girl
- Boda real (2010)
- The Hour (2011)
- Birdsong (2012)
- River (2015)